# 궁눙구

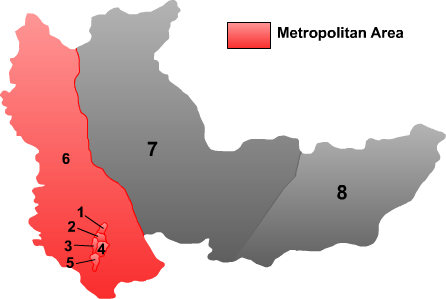

궁눙구(한국어: 공농구, 중국어: 工农区, 병음: Gōngnóng Qū)는 중화인민공화국 헤이룽장성 허강 시의 행정구역이다. 넓이는 11km2이고, 인구는 2007년 기준으로 170,000명이다.

## 행정 구역
6개 가도를 관할한다.
- 가도: 湖滨街道, 团结街道, 解放街道, 育才街道, 新南街道, 红旗街道.